# 4C 60.07
4C 60.07 – źródło radiowe znajdujące się w gwiazdozbiorze Żyrafy. Po odkryciu tego obiektu sądzono, że jest to pojedyncza galaktyka, ale dodatkowe obserwacje dokonane przy pomocy radioteleskopu Submillimeter Array pokazały, że w rzeczywistości są to dwie galaktyki w trakcie zderzenia, we wnętrzu obu z galaktyk znajdują się supermasywne czarne dziury. Zderzenie rozpoczęło się dwa miliardy lat po Wielkim Wybuchu.